# ناتاشا دوپیرون
ناتاشا الیزابت دوپیرون استرادا (زاده ۳ ژوئن ۱۹۹۱)، که به‌طور حرفه ای با نام ناتاشا دوپیرون شناخته می‌شود، بازیگر، خواننده و مدل مکزیکی است. او از کودکی در تله‌نوول‌های مختلف مکزیکی بازی کرده است. دوپیرون از سال ۲۰۱۱ تا ۲۰۱۴ عضو گروه موسیقی پاپ مکزیکی-آرژانتینی Eme 15 بود دوپیرون در مکزیکوسیتی از بازیگر مکزیکی، هامبرتو دوپیرون و ماریا د لو آنجلس استرادا لووانو به دنیا آمد. خانواده دوپیرون بخشی از اصل و نسب خود را به مردی می‌رسانند که از انقلاب فرانسه گریخت و بعداً در تاباسکو ساکن شد، و خانواده هشت نسل در مکزیک و آمریکای مرکزی بازیگری داشتند. بسیاری از بستگان دوپیرون نیز بازیگرانی از جمله پدرش، عمه پدری، الیزابت دوپیرون و خواهر و برادرش اودین، اودت و اوسترلن هستند. او در یک مدرسه کاتولیک دخترانه در مکزیکوسیتی تحصیل کرد.